# Josh Henderson
Joshua Baret Henderson, bardziej znany jako Josh Henderson (ur. 28 października 1981 w Dallas) – amerykański aktor telewizyjny i filmowy, znany z roli Bo Ridera Jr. w serialu stacji FX Odległy front (Over There, 2005).

## Życiorys

### Wczesne lata
Urodził się w Dallas w Teksasie jako syn Sharon Lei Henderson i Marka Anthony’ego Graya. Urodził się z jednym okiem niebieskim, a drugim zielonym; uwarunkowane to było heterochromią. Dorastał z dwiema młodszymi siostrami: Hannah i Chelse w Tulsie w Oklahomie, gdzie w 2000 ukończył Memorial High School. Uczęszczał do Tulsa Memorial Senior High School, gdzie uprawiał różne sporty, szczególnie baseball. Następnie przeniósł się do Teksasu.

### Kariera
Pojawił się z grupą Scene 23 w drugim sezonie reality show The WB Popstars (2001). W serialu ABC Gotowe na wszystko (Desperate Housewives, 2006–2007) zagrał Austina McCanna, siostrzeńca Edie (Nicollette Sheridan). Wystąpił gościnnie w teledysku Ashley Tisdale do utworu „He Said She Said” (2007).
W operze mydlanej CBS Dallas (2012–2014) wcielił się w postać Johna Rossa Ewinga III, syna Sue Ellen (Linda Gray) i J.R. Ewinga (Larry Hagman).

### Życie prywatne
Spotykał się z Andreą Boehlke, Ashlee Simpson (2002−2003), Kirsten Storms (2004–2005), Lawren Pope (2005), Ashley Greene (2006), Kendal Sheppard (2006), Paris Hilton (2007), Brittany Snow (2007–2008), Taylor Cole (2008–2010), Izabel Goulart (2009) i Rihanną (2009).

## Filmografia

### Filmy fabularne
- 2003: Pijawki (Leeches!) jako Jason
- 2004: Dziewczyna z sąsiedztwa (The Girl Next Door) jako Pep Rally Jock
- 2005: Twoje, moje i nasze (Yours, Mine and Ours) jako Nick De Pietro
- 2006: Step Up: Taniec zmysłów jako Brett Dolan
- 2006: Spalone mosty (Broken Bridges) jako Wyatt
- 2006: Fingerprints jako Penn
- 2008: Prima aprilis (April Fool's Day) jako Blaine Cartier
- 2009: Podryw na głupka (The Jerk theory) jako Adam Dynes
- 2012: Rushlights jako Billy Brody
- 2014: Miasto odkupienia (Swelter) jako Boyd

### Seriale TV
- 2001: Popstars: USA w roli samego siebie
- 2002: Odlotowa małolata (Maybe It's Me) jako Jackson
- 2002: Wczoraj jak dziś (Do Over) jako Jake
- 2002–2003: One on One jako Josh
- 2003: Newton jako Eli (odcinek pilotażowy)
- 2003: Agent w spódnicy (She Spies) jako Raine
- 2004: The Deerings jako Kyle (odcinek pilotażowy)
- 2004: The Ashlee Simpson Show w roli samego siebie
- 2004: Gorące Hawaje (North Shore) jako Derek
- 2005: 8 prostych zasad (8 Simple Rules for Dating My Teenage Daughter) jako Tyler
- 2005: Rodney jako Wes
- 2005: Odległy front (Over There) jako Bo Rider
- 2006–2007: Gotowe na wszystko (Desperate Housewives) jako Austin McCann
- 2008–2009: 90210 jako Sean Cavanaugh
- 2009: CSI: Kryminalne zagadki Las Vegas (CSI: Crime Scene Investigation) jako Calvin Crook
- 2010: Betwixt jako Nix Uyarak
- 2012–2014:Dallas jako John Ross Ewing III
- 2015: The Arrangement jako Kyle West (odcinek pilotażowy)